# لاندن (اوهایو)
لاندن (به انگلیسی: Landen) یک منطقهٔ مسکونی در ایالات متحده آمریکا است که در شهرستان وارن، اوهایو واقع شده‌است. لاندن ۱۲٫۳ کیلومتر مربع مساحت و ۱۲٬۷۶۶ نفر جمعیت دارد و ۲۴۸ متر بالاتر از سطح دریا واقع شده‌است.